# Giovanni Tidona
Giovanni Tidona (* 1982 in Scicli) ist ein italienischer Philosoph und Hochschullehrer, der in Deutschland wirkt. 

## Werdegang
Tidona studierte Literaturwissenschaft und Philosophie an der Università degli Studi di Milano Statale in Mailand und der Universität Bologna. Zwischen 2010 und 2013 promovierte er in Praktischer Philosophie an der Johannes Gutenberg-Universität Mainz, wo er auch ein Stipendium der Kurt Tucholsky-Stiftung erhielt. Seine Lehrtätigkeit führte ihn an verschiedene Hochschulen, darunter Mainz, Heidelberg und Kaiserslautern.
Von 2016 bis 2018 war Tidona Vertretungsprofessor für Philosophie und Ethik an der Pädagogischen Hochschule Heidelberg.
Neben seiner akademischen Laufbahn bringt er praxisrelevante Erfahrungen in den Bereichen Migration und Integration ein, einschließlich seiner BAMF-Zulassung, die er 2015 erwarb. Ab 2020 war Tidona wissenschaftlicher Mitarbeiter am Institut für Philosophie der Universität Koblenz und hatte seit April 2024 bis März 2025 eine Vertretung der Professur Interkulturelle Kommunikation an der Technischen Universität Chemnitz inne.

## Forschungsschwerpunkte
Seine Forschungsschwerpunkte umfassen Sozialontologie, insbesondere Xenologie, Phänomenologie, Ethik, Raumtheorie, Naturphilosophie sowie interdisziplinäre Anwendungen der Philosophie in ästhetischen, erziehungswissenschaftlichen und kulturwissenschaftlichen Kontexten. 

## Schriften (Auswahl)
- Einführung in das Denken Munasu Duala-M´bedys, Wiesbaden: Springer, 2025.
- Das Fremde. Ein Wegweiser durch die Xenologie, Würzburg: Königshausen & Neumann, 2024.
- Internatura, mit Abbildungen des Künstlers Sasha Vinci, Mailand: Mimesis, 2023.
- Gemeinschaften. Figuren der Lebensteiligkeit, Freiburg: Alber, 2019.
- Ding und Begegnung. Sprach- und Dingauffassung im existenzialen und dialogischen Denken, Freiburg: Alber, 2014.